# احمدیه (فرقه)
احمدیه فرقه‌ایست که پس از کشته شدن علی بن موسی الرضا، و در جریان انکار امامت محمد تقی و گرویدن به احمد بن موسی کاظم، شکل گرفت.

## پیدایش
یکی از مسائلی که در جانشینیِ علی بن موسی الرّضا رخ داد، مسئلهٔ سنِّ کمِ محمد تقی بود. پذیرشِ امامی که در سنِ کودکی به امامت رسیده‌است، برای شیعیان سابقه نداشت. بحرانِ جانشینی با غیبتِ علی بن موسی و عدمِ حضورش در بین مردم به‌جهتِ احضارش به مرو و همین‌طور عدمِ امکان رفتن به حَجّ بیش از پیش فراگیر شد. بدین خاطر علی بن موسی الرّضا پیش از احضار به مرو، تمام تلاش خود را در تثبیتِ جایگاهِ محمد تقی کرد. او همچنین در نامه‌هایی که به عراق و حجاز ارسال می‌نمود، بر جانشینیِ فرزندش، محمد تقی تأکید می‌کرد. با همه این تمهیدات، این‌بار شیعیان با چالشی جدید مواجه بودند که آیا بلوغ، شرط امامت است؟ و اینکه آیا یک کودک شرعاً شرایط امامت را داراست و علم لازم برای این مقام را دارد یا نه؟ این چالش سبب شد تا گروهی از شیعیان به عبدالله بن موسی گرایش پیدا کنند؛ اما با بی‌پاسخ ماندن پرسش‌هاشان از وی، از پذیرش امامت او رویگردان شدند. گروهی دیگر به واقفیه پیوسته و عده‌ای با پذیرش امامت احمد بن موسی، فرقهٔ احمدیه را شکل دادند.

## احمد بن موسی
شیخ مفید، احمد بن موسی را مردی بزرگ و پرهیزکار دانسته و موسی کاظم را علاقه‌مند به او دانسته‌است. در منابع آمده‌است که احمد بن موسی به دنبال برادرش علی بن موسی الرضا از مدینه به ایران آمد، چون به شیراز رسید بدانجا در گذشت.